# 戈爾戈納島

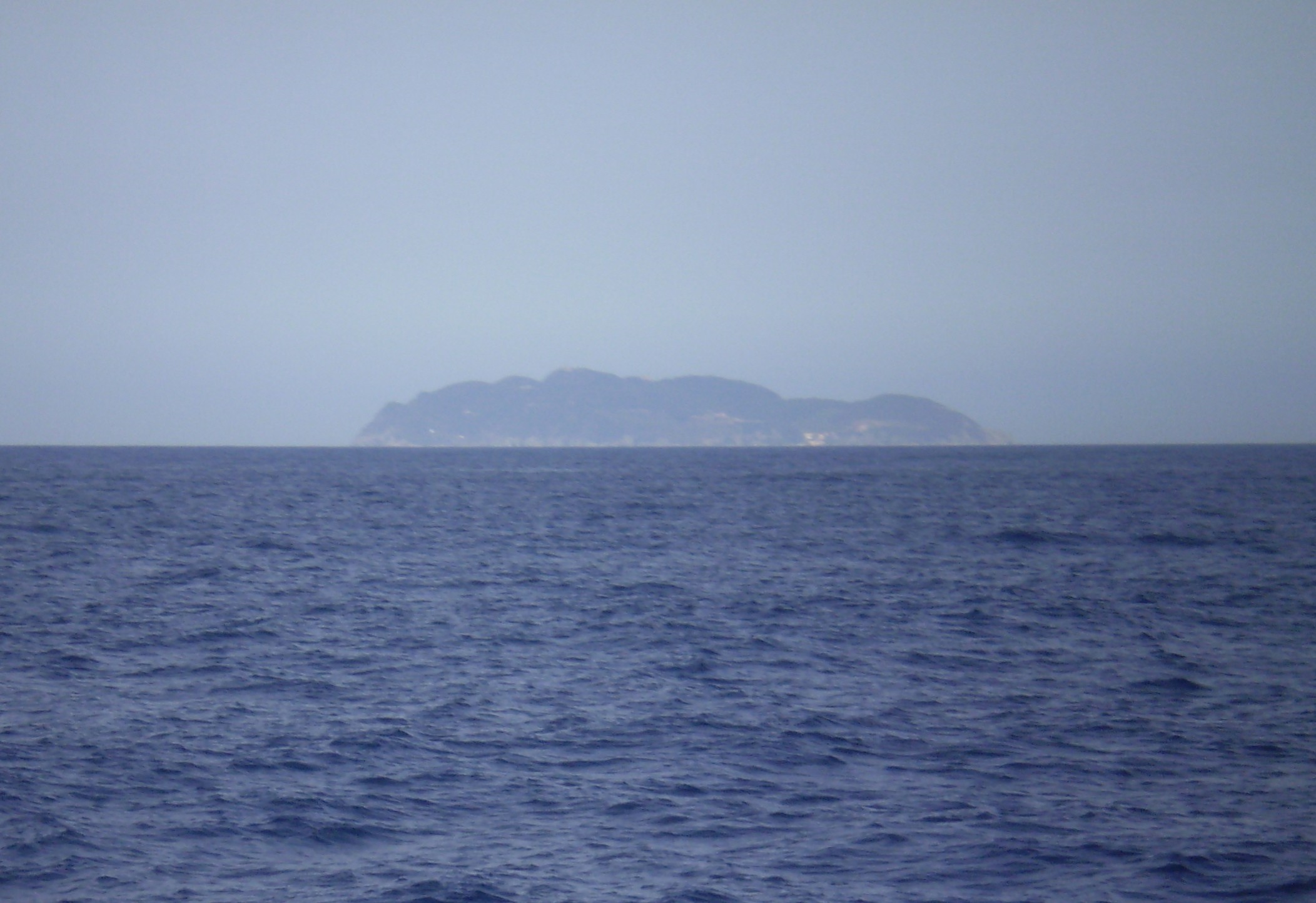

戈爾戈納島是意大利的島嶼，位於利古里亞海，距離利古里亞約37公里，屬於托斯卡納群島的一部分，長2.15公里、寬1.65公里，面積2.23平方公里，海岸線長度8公里，最高點海拔高度254米。
43°26′N 9°54′E / 43.433°N 9.900°E